# 金寿任
金 寿任（キム・スイム、1911年 - 1950年）は、朝鮮人の共産主義活動家。朝鮮戦争直前に北朝鮮の指令下でスパイ活動に従事し死刑となった。

## 前半生
京畿道に属していた開城出身。生家は貧しかったもののの外国人宣教師の援助で教育を受け梨花女子専門学校英文科を卒業、で英会話を能くし通訳もこなした。その一方で学生時代から左翼運動に関わり、活動家仲間だった李康国と知己となり卒業後には同棲生活を送るまでになる。
太平洋戦争終結によって日本の植民地統治が終わると、堪能な英語力を買われてアメリカ軍政庁に職員として勤務する一方、セブランス病院でも通訳に従事。軍政庁幹部だった米軍将校と情交を通じ、将校宿舎に住まわせて貰っていた。

## スパイ行為
1946年末に米軍批判の件で李康国に対する逮捕命令が下がると、一時自らが住んでいた将校宿舎に李を匿い翌1947年に越北させた。越北した李康国が対南工作の責任者となると、金も李の協力者となって宿舎を南朝鮮労働党の秘密拠点として提供。軍政庁勤務や米軍将校との交流で手に入れた各種機密を南労党や北朝鮮に提供し、工作員の潜入や脱出を助けていた。
1950年4月初めにスパイ容疑で捜査当局に逮捕、家宅捜索では拳銃3袋・実弾180発更には北朝鮮に送ろうとしていた多くの機密物件が押収された。6月15日に韓国の陸軍本部高等軍法会議で死刑宣告を受け、朝鮮戦争勃発と前後して銃殺されたと言われている。

## 余波
米軍上層部とも誼を通じた女スパイ事件は当時韓国版マタ・ハリ事件として騒がれていたが、一連の捜査には物証が貧弱で冤罪の可能性が捨て切れなかった。同じ梨花女専出身で金とも深交があった毛允淑は金の無実を訴えていた。しかし朝鮮戦争を経て一連の事件は反共宣伝の題材として広く宣伝され、何度も映画化されている。
しかしながら2008年になってアメリカ国立公文書館の所蔵資料を調査したAP通信が、金と情交を交わした将校には機密に触れることが出来なかったばかりか李康国にもアメリカ中央情報局の情報提供者だったと報道。一連の事件に対する冤罪の可能性をめぐって今なお議論を呼んでいる。